# Nationalité historique
 (décembre 2022).
Si vous disposez d'ouvrages ou d'articles de référence ou si vous connaissez des sites web de qualité traitant du thème abordé ici, merci de compléter l'article en donnant les références utiles à sa vérifiabilité et en les liant à la section « Notes et références ».
Nationalité historique (nacionalidad histórica en espagnol), réalité nationale (realidad nacional), caractère national (carácter nacional) ou, simplement, nationalité sont des termes récurrents de la politique espagnole contemporaine qui désignent certaines des communautés autonomes, dont on considère qu’elles ont une identité linguistique et culturelle propre, aux termes de l'article 2 de la Constitution espagnole de 1978 : « La Constitution est fondée sur l'unité indissoluble de la Nation espagnole, patrie commune et indivisible de tous les Espagnols, et elle reconnaît et garantit le droit à l'autonomie des nationalités et des régions qui l'intègrent et la solidarité des unes envers les autres. »
L'Espagne n'est pas le seul État à employer ces termes et à légiférer les identités linguistiques et culturelles : à titre d'exemple, la constitution de l'Union des républiques socialistes soviétiques  distinguait la « citoyenneté soviétique » appliquée selon le droit du sol à tous les habitants, de la « nationalité » (Национальность) appliquée selon le droit du sang à certains citoyens seulement, selon leur appartenance historique, linguistique et identitaire.  

## Reconnaissance des nationalités historiques

### Par la Constitution de 1978

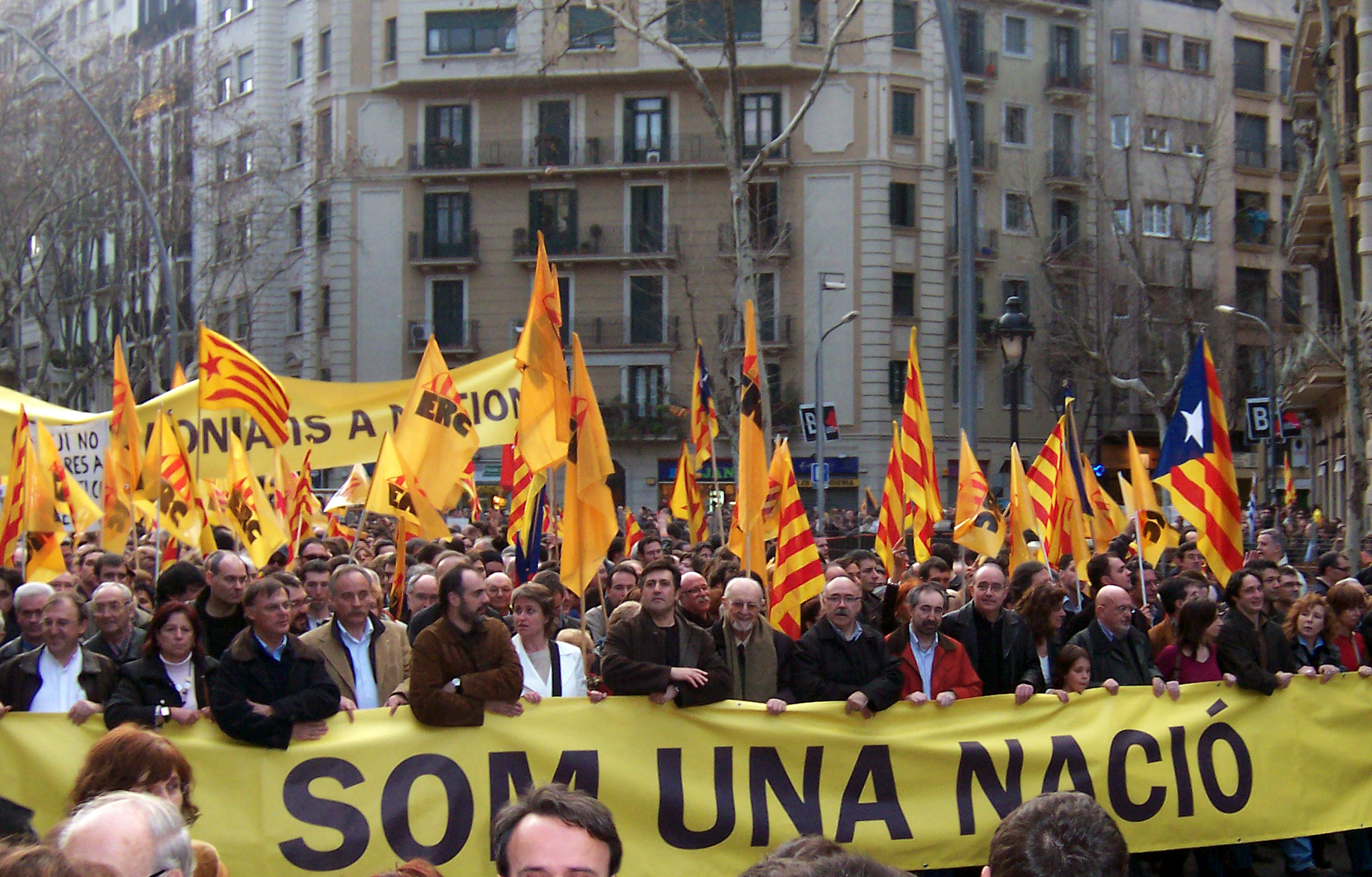
Manifestation du parti républicain catalan à Barcelone en 2006, en faveur de l'utilisation du terme « nation » (nació) dans le statut d'autonomie de Catalogne.

La constitution reconnaît l'existence de régions et de « nationalités », et leur concède l'autonomie, sans établir de différences administratives entre elles :
« La Constitution se fonde sur l'indissoluble unité de la Nation espagnole, patrie commune et indivisible de tous les Espagnols, et elle reconnaît et garantit le droit à l'autonomie des nationalités et régions qui la composent, et la solidarité entre elles toutes. »
La Constitución se fundamenta en la indisoluble unidad de la Nación española, patria común e indivisible de todos los españoles, y reconoce y garantiza el derecho a la autonomía de las nacionalidades y regiones que la integran y la solidaridad entre todas ellas.
Le terme de « nationalité » est inédit dans l’histoire du constitutionnalisme espagnol et son sens concret ne se trouve spécifié dans aucun des articles suivants,, donnant lieu, selon Guy Hermet, à une « brocante juridique » et un « double langage […] prémédité ».
Initialement, les communautés autonomes qui ont obtenu d'être reconnues comme « nationalités historiques » sont celles qui ont obtenu leur autonomie via l'article 151 de la constitution de 1978. Elles ont en commun d'avoir connu un fort processus d'autonomisation[réf. nécessaire] à la fin des années 1970 et au début des années 1980. La Catalogne, le Pays basque, la Galice et l'Andalousie ont obtenu une reconnaissance rapide de leurs aspirations autonomistes et un niveau de compétences élevé pour leurs administrations autonomes. La Navarre, qui a suivi une voie différente, grâce à la mise en place du droit foral, a obtenu des droits équivalents.
Les autres communautés autonomes, en revanche, soumises à l'article 143 de la constitution, devaient attendre cinq ans avant de voir leur autonomie et leurs compétences élargies.
La deuxième disposition transitoire de la Constitution permettait l'accès à l'autonomie des régions qui avaient obtenu un statut d'autonomie « par le passé », c'est-à-dire durant la Seconde république, entre 1931 et 1936, et qui bénéficiaient de régimes pré-autonomes en 1978, au moment de la promulgation de la constitution.
« Les territoires qui ont par le passé approuvé des projets de Statuts d'autonomie et ont, au moment où doit être promulguée cette Constitution, des régimes provisoires d'autonomie pourront accéder immédiatement à la forme prévue de l'aparté 2 de l'article 148, quand l'accorderont, à la majorité absolue, leurs organes collégiaux pré-autonomes, en le communiquant au gouvernement. Le projet de statut sera élaboré en accord avec ce qui est établi par l'article 151, numéro 2, par convocation de l'organe collégial pré-autonome. »
Los territorios que en el pasado hubiesen plebiscitado afirmativamente proyectos de Estatuto de autonomía y cuenten, al tiempo de promulgarse esta Constitución, con regímenes provisionales de autonomía podrán proceder inmediatamente en la forma que se prevé en el apartado 2 del artículo 148, cuando así lo acordaren, por mayoría absoluta, sus órganos preautonómicos colegiados superiores, comunicándolo al Gobierno. El proyecto de Estatuto será elaborado de acuerdo con lo establecido en el artículo 151, número 2, a convocatoria del órgano colegiado preautonómico.

### Cas particuliers
L'Aragon a connu, durant la guerre d'Espagne, des gouvernements régionaux autonomes, comme le Conseil régional de défense d'Aragon, dans un contexte révolutionnaire, mais il n'existait pas de consensus sur sa légalité. Ainsi, l'Aragon avait défini, en juin 1936, un projet de statut d'autonomie, rédigé à Caspe sous l'autorité du Congrès pour l'autonomie de l'Aragon (Congreso pro Autonomía de Aragón).

### Par les statuts
Au fil du temps, le concept de nationalité historique a été étendu à d'autres territoires, qui ont accédé à l'autonomie par la voie dite « lente » de l'article 143. Ainsi, la réforme statutaire des îles Canaries de 1996 fait de l'archipel une nationalité, devenant ainsi la première communauté autonome formée à l'aune de l'article 143 à recevoir cette qualification. Elle sera suivie par la Communauté valencienne (qui n'avait pu se prévaloir de l'article 151) dix ans plus tard, l'Aragon et les îles Baléares en 2007.

## Liste des nationalités historiques

Nationalités avec statut sous la Seconde République.
Nationalités sans statut sous la Seconde République.
Reste des communautés autonomes.

Actuellement, les communautés autonomes reconnues comme des « nationalités historiques » sont chronologiquement :
- le Pays basque, qui s'affirme comme une « nationalité » dans le statut d'autonomie de 1979 ;
- la Catalogne, qui s'affirme comme une « nationalité » dans le statut d'autonomie de 1979 et de 2006 ;
- la Galice, qui s'affirme comme une « nationalité historique » dans le statut d'autonomie de 1981 ;
- l'Andalousie, qui s'affirme comme une « nationalité » dans le statut d'autonomie de 1981, puis comme une « nationalité historique » dans le statut de 2007 ;
- les Canaries, qui s'affirment comme une « nationalité » dans leur statut d'autonomie depuis 1996 ;
- la Communauté valencienne, qui s'affirme comme une « nationalité historique » dans son statut d'autonomie depuis 2006 ;
- l'Aragon, qui s'affirme comme une « nationalité historique » dans le statut d'autonomie de 2007 ;
- les îles Baléares, qui s'affirment comme une « nationalité historique » dans leur statut d'autonomie de 2007.